# Njuktjaure
Njuktjaure är en sjö i Sorsele kommun i Lappland och ingår i Umeälvens huvudavrinningsområde. Sjön har en area på 0,356 kvadratkilometer och ligger 423 meter över havet. Njuktjaure ligger i Vindelälven Natura 2000-område. Sjön avvattnas av vattendraget Olsbäcken (Njuktjerbäcken).

## Delavrinningsområde
Njuktjaure ingår i det delavrinningsområde (727087-156058) som SMHI kallar för Utloppet av Njuktjaure. Medelhöjden är 433 meter över havet och ytan är 3,51 kvadratkilometer. Räknas de 13 avrinningsområdena uppströms in blir den ackumulerade arean 92,81 kvadratkilometer. Olsbäcken (Njuktjerbäcken) som avvattnar avrinningsområdet har biflödesordning 3, vilket innebär att vattnet flödar genom totalt 3 vattendrag innan det når havet efter 323 kilometer. Avrinningsområdet består mestadels av skog (90 procent). Avrinningsområdet har 0,35 kvadratkilometer vattenytor vilket ger det en sjöprocent på 10,1 procent.